# Çetë (Kavajë)
Çetë (en albanés: Çeta) es un pueblo en el condado de Tirana, Albania. En la reforma del gobierno local de 2015 pasó a formar parte del municipio Kavajë. Limita con Golem al norte, Kavajë al oeste y Momël al sur. Es conocida por la Iglesia de San Paraskevi del siglo XIII que atrae a turistas y feligreses de todo el país.